# Asarum fauriei
Asarum fauriei är en piprankeväxtart som beskrevs av Adrien René Franchet. Asarum fauriei ingår i släktet hasselörter, och familjen piprankeväxter.

## Underarter
Arten delas in i följande underarter:
- A. f. nakaianum
- A. f. stoloniferum
- A. f. takaoi